# Aire (Arve)
Die Aire ist ein linker Nebenfluss der Arve im Genfer Becken. Sie entsteht durch Zusammenfluss mehrerer Bäche in Frankreich, am Fuss des Berges Salève im Département Haute-Savoie. Schon nach wenigen Kilometern passiert der Flusslauf die Schweizer Grenze und mündet innerhalb der Stadt Genf in die Arve, nur wenige hundert Meter oberhalb des Zusammenflusses von Arve und Rhone. Sowohl der Verlauf der Aire als auch ihre hydrologischen Eigenschaften sind stark von menschlichen Eingriffen bestimmt. Zusammen mit ihrem Nebenfluss Drize entwässert die Aire ein Einzugsgebiet von 95,1 km², wovon sich 63,9 km² auf Schweizer Boden befinden.
Die Aire gilt als der am stärksten beeinträchtigte Flusslauf im Kanton Genf mit sehr schlechter Wasserqualität und ist daher Gegenstand mehrerer Massnahmen zur Renaturierung und zur besseren Kontrolle der Wassereinträge.

## Geographie

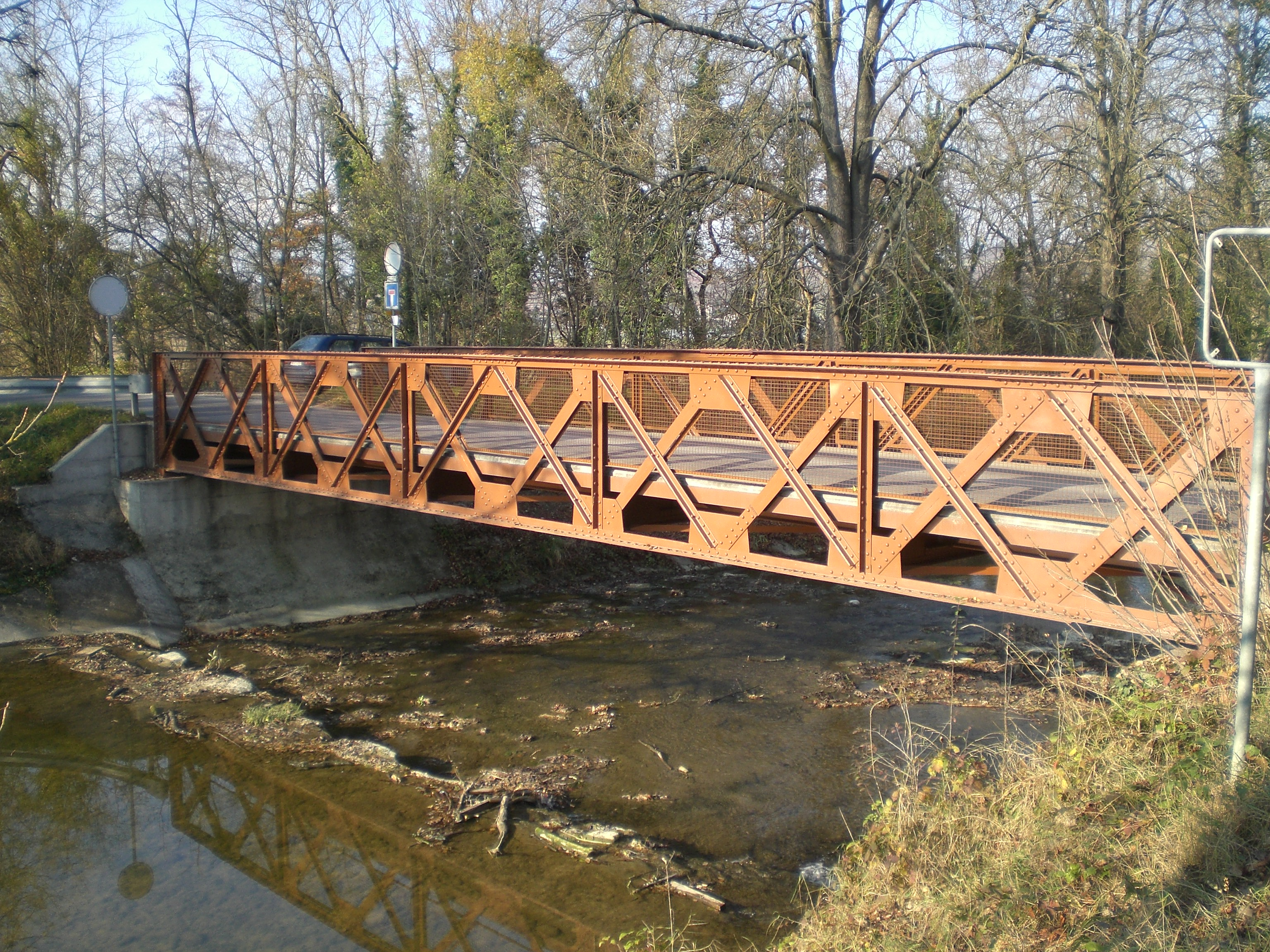
Die Aire an der Staatsgrenze zwischen Frankreich und der Schweiz

Die Aire vereinigt ein System mehrerer Bachläufe, die die Hänge des Mont Salève und Mont Sion zur Rhone hin entwässern. Sie berührt die Orte Feigères und Neydens und umfliesst daraufhin den Ort Saint-Julien-en-Genevois auf seiner Süd- und Westseite. Auf Schweizer Gebiet verhindert das Plateau von Bernex, das sich etwa 100 m aus dem Genfer Becken erhebt, einen direkten Abfluss in die Rhone. Diese Hochfläche verlängert sich über Onex bis nach Petit-Lancy, so dass die Aire nach Nordosten auf das Tal der Arve zufliesst, in entgegengesetzter Richtung zur Rhone, die auf der anderen Seite des Plateaus in südwestliche Richtung fliesst. 

### Verlauf und Bauwerke

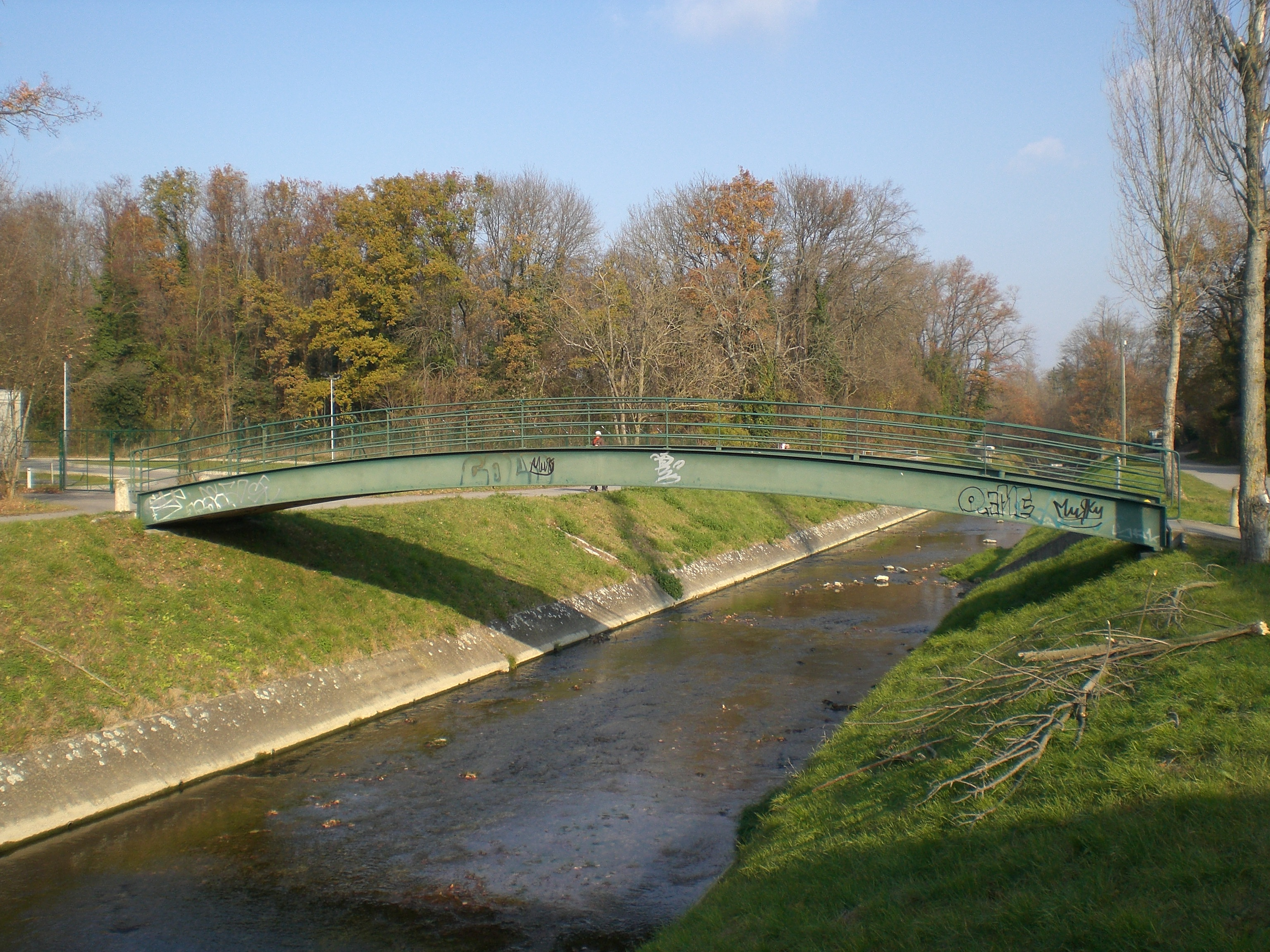
Die kanalisierte Aire mit Fussgängerbrücke

Die von den verschiedenen Quellbächen im Süden des Ortes Saint-Julien-en-Genevois gebildete Aire verläuft zunächst in westlicher Richtung und schwenkt dann nordwärts auf die Staatsgrenze zur Schweiz zu, die sie bei Thairy überquert. In der Schweiz fliesst sie weiter nordwärts vorbei an Certoux und Lully, bis sie auf das Plateau von Bernex trifft. Von da ab zeigt ihr Verlauf in nordöstliche Richtung und sie durchquert die Gemeinden Confignon, Onex und Lancy. 
Zwischen Certoux und der Grenze zwischen den Gemeinden Confignon und Onex wurde die Aire in der ersten Hälfte des 20. Jh. auf 4 km Länge eingedeicht und kanalisiert. Im Zeitraum von 2003 bis 2014 führte der Kanton Genf umfangreiche Renaturierungsmassnahmen durch, die das Flussbett der Aire in diesem Bereich wieder möglichst natürlich gestalten sollen. Auf den Gemeindegebieten der Genfer Vororte Onex und Lancy hat sie ihr natürliches Flussbett bis hin zur Brücke Pont-Rouge behalten, von wo aus sie in einem unterirdischen Kanal der Arve zugeführt wird. Dieser Kanal erreicht die Arve unterhalb der Saint-Georges-Brücke.
Das Talbecken der Aire ist sowohl in Frankreich wie auch in der Schweiz stark urbanisiert. Die Infrastruktur der Autobahnen A40, A41, A1 und weiterer Strassen prägen das obere Tal der Aire und tragen mit zum Wassereintrag bei. Ab Confignon durchfliesst sie die Vororte von Genf mit bis an die Ufer heranreichender Bebauung. An den Hängen westlich der Aire bei Bernex befinden sich Weinberge, und die Ebene östliche der Aire wird landwirtschaftlich intensiv genutzt.

Die Situation, dass ein durch Regenfälle bestimmter Fluss einen Stadtteil unterquert, barg die Gefahr von Überschwemmungen. Seit 1987 zweigt daher im Bereich des Weilers Les Charrotons in der Gemeinde Confignon nahe der Brücke des chemin du marais ein 2,1 km langer Fluttunnel ab, der das Plateau von Onex durchsticht und direkt in die Rhone mündet.
Im Bereich zwischen Certoux und Lully durchziehen unterirdische Wasseradern die durchlässigen Schotterablagerungen und nehmen das Wasser der Aire zum Teil auf. Die Wasseradern reichen nur bis in einige Meter Tiefe, so dass sie mit dem weiteren Flussgefälle unterhalb von Lully wieder an die Oberfläche treten und das Wasser wieder zur Aire zuführen. Dies hat zur Folge, dass in Perioden geringen Niederschlags die Aire zwischen Certoux und Lully trockenfällt und als in diesem Abschnitt nicht ganzjährig wasserführend registriert ist.

### Nebenflüsse
Südlich von Saint-Julien-en-Genevois vereinigt sich ein kompliziertes System verschiedener Bachläufe zur Aire. Die wesentlichen Bachläufe sind (von Ost nach West) die Arande, der Ruisseau de Ternier, der Nant de la Folle (auch Nant de Feigères genannt) sowie der Grand Nant (auch Nant d’Ogny genannt). Die französische Gewässerdatenbank klassifiziert die Quelle des Nant de la Folle als Quelle der Aire, wonach sich eine Gesamtlänge von 18 km für die Aire ergibt mit dem Grand Nant als linker und dem Ruisseau de Ternier als rechter Nebenfluss. Die Schweizer Kantonsbehörden dagegen definieren den Beginn der Aire erst beim Zusammenfluss der Quellbäche und gehen von 11 km Flusslänge aus. Der Unterlauf in der Schweiz ist 9 km lang, und es fliessen rechtsseitig die Lissole, der Voiret und die Drize hinzu. Lissole und Drize sind im Mündungsbereich unterirdisch verrohrt. Die Kantonsbehörden katalogisieren die Drize als eigenständigen Fluss, so dass sich die Informationen in diesem Artikel nur auf die Aire oberhalb des Nebenflusses Drize beziehen. Ohne Eintrag der Drize beträgt das Einzugsgebiet der Aire 67,7 km².

## Geschichte
Der heutige Verlauf der Aire und die Sedimentschichten im Zuflussgebiet sind relativ jung und entstanden während der letzten Eiszeit (Würm-Kaltzeit). Nach dem Rückzug des Rhone-Gletschers vor etwa 20.000 Jahren bildete sich auf dem Gebiet der Aire zunächst ein See, dessen Abfluss von den Resten des Rhone-Gletschers im Bereich vom Grand-Lancy blockiert wurde. Dies erklärt das Vorkommen einer obersten Schicht von feinen Sedimenten oberhalb der glazialen Schotterablagerungen.

### Begradigungen
Zwischen 1921 und 1936 erfolgten Flurbereinigungen und grundlegende Arbeiten zur Drainage des Ackerlandes in der von der Aire durchflossenen Ebene. In diesem Zusammenhang wurden Korrekturen am Aire-Flusslauf auf dem gesamten Schweizer Gebiet vorgenommen und vor allem die Abschnitte zwischen Lully und Les Charrotons kanalisiert. Der Abschnitt auf dem Genfer Stadtgebiet zwischen Pont-Rouge und Mündung wurde 1940 kanalisiert und im Zeitraum 1964–1970 überbaut. Auf dem unterirdischen Kanal verläuft heute die Voie Centrale, die Verbindung zwischen Autobahn 1a und Genfer Innenstadt. 1987 wurde der Fluttunnel zur Rhone in Betrieb genommen und 2012 renoviert, um seine Kapazität auf 50 m3/s zu erhöhen.

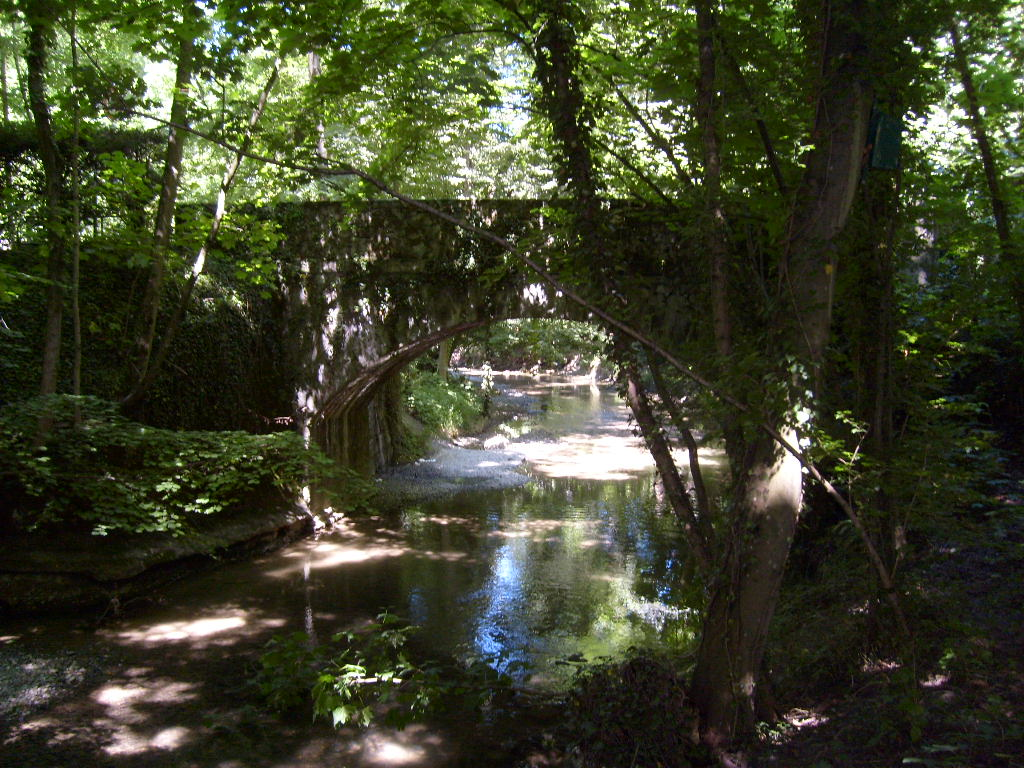
Brücke des Chemin du Gué über den Fluss Aire

Nachdem der Grosse Rat des Kantons Genf im Jahr 1999 ein umfangreiches Renaturierungsprogramm der Genfer Flüsse beschlossen hatte, billigte er 2001 ein erstes Gesetz, das in den darauffolgenden Jahren dem 600 m langen Abschnitt der Aire zwischen Pont des Marais und Pont du Centenaire ein natürliches Flussbett zurückgab. Es folgten zwei weitere Gesetze zu Renaturierungsarbeiten im Gesamtvolumen von etwa 50 Millionen Schweizer Franken, die bis 2014 den gesamten Bereich zwischen Staatsgrenze und Onex wieder natürlich gestalten.

### Kläranlagen
Im Zuge der Urbanisierung wurden in Neydens, Grossaz, Les Sorbiers (Gemeinde Feigères), Saint-Julien-en-Genevois und Confignon Kläranlagen angelegt, die ihr geklärtes Abwasser in die Aire einleiteten oder immer noch einleiten. Da die Aire jedoch nur eine geringe natürliche Abflussmenge hat, stellen die Einleitungen der Kläranlagen in den Zeiten geringer Regenfälle den Grossteil der Abflussmenge dar und belasten die Wasserqualität erheblich. Die Kläranlagen Saint-Julien-en-Genevois und Confignon wurden daher 2001 an die zentrale Genfer Kläranlage in Aïre (Gemeinde Vernier) angeschlossen, die ihre Abwässer an das viel stabilere und grössere Abflussregime der Rhone abgibt. Sorbiers soll ebenfalls an diejenige von Aïre angeschlossen werden, während Grossaz und Neydens 2003 zusammengelegt und modernisiert wurden. Nach diesen Änderungen funktionieren auf Schweizer Seite noch etwa 15 % der Abwassernetze nach dem Mischsystem, die jeweils einen Regenüberlauf (in die Aire) benötigen.
Neben inzwischen größtenteils in die Rhone umgeleiteten Abwässern der Kläranlagen gibt es noch unkontrollierte bzw. diffuse Einleitungen. Diese sind im Besonderen die insgesamt etwa 40 km langen Drainagen der benachbarten Felder und Weinberge sowie die Regenwasser-Einleitungen von Industriegebieten im Bereich der Gemeinde Plan-les-Ouates. Im ländlich strukturierten Bereich der Airezuflüsse gibt es noch rund 1400 Einwohner, die nicht an die Kanalisation angeschlossen sind, sondern Sickergruben benutzen.

### Hochwasser
Die stärksten Überschwemmungen in jüngerer Zeit ereigneten sich am 10. November 1976, 28. Januar 1979 sowie 14./15. November 2002 und fluteten Teile von Lully. Die ersten beiden bewirkten den Bau des Fluttunnels.

## Hydrologie
Das Abflussregime der Aire ist ein Regenregime mit stark schwankendem Wasserstand. Hochwässer können ganzjährig bei starken Gewittern oder lang anhaltenden Niederschlägen auftreten. Der angrenzende Mont Salève ist nicht hoch genug, um Niederschläge über Monate hinweg als Schnee zu speichern. Schneefall im Genfer Becken kann allerdings die Abflussmenge in dem Fall verstärken, wenn das Tauwetter mit ergiebigen Regenfällen einhergeht. Die extremen Hochwasser von 1976 und 1979 wurden so verursacht. Die zunehmende Bodenversiegelung im Einzugsgebiet verstärkt den direkten Zusammenhang zwischen Regenfällen und Abflussmenge.
Messeinrichtungen für die Abflussmenge befinden sich in Thairy vor der Staatsgrenze zur Schweiz, vor der Ableitung in den Fluttunnel und an der Pont-Rouge vor dem Beginn des überbauten Abschnitts. An diesen drei Stellen werden mittlere Abflussmengen von 650 l/s, 800 l/s respektive 900 l/s gemessen.
Der 182-Tage-Median ist nur etwa halb so gross (z. B. 400 l/s vor der Abzweigung des Fluttunnels). Die für eine 10-Jahres-Flut festgesetzten Werte sind um zwei Grössenordnungen höher und betragen
45 m3/s, 55 m3/s und 32 m3/s an den drei Punkten. Hierbei wird jetzt der Effekt des Fluttunnels erkennbar, der bis zu 50 m3/s in die Rhone ableiten kann und die Spitzenwerte für die Durchflussmenge an der Pont-Rouge niedrig hält.

## Umwelt
Die Umwelt der Aire wurde Ende des 20. Jh. als arm eingestuft bezüglich Artenvielfalt und der Grösse und Qualität der natürlichen Rückzugsräume. Als flussnahe Rückzugsräume existierten zunächst nur ein Rückhaltebecken für Schwemmmaterial bei Certoux, welches funktionsbedingt regelmässig gesäubert werden musste, und ein naturbelassenes Privatgrundstück la réserve des Bossenailles, welches dem WWF Genf gehört.
Im Jahr 2019 wurde das Projekt „Renaturierung des Flüsschens Aire“ vom Ministerkomitee des Europarats mit dem Europäischen Landschaftspreis ausgezeichnet. Durch das Projekt wurde nicht nur Pflanzen und Tieren ein wertvoller Lebensraum ermöglicht, sondern auch ein Erholungsraum geschaffen, der bei der Bevölkerung auf grosse Zustimmung stösst. Durch die Bewahrung des Kanals ist zudem die Erinnerung an die Kulturgeschichte des Ortes erhalten geblieben.

### Flora
An den Ufern der Aire werden statt einer für Feuchtgebiete typischen Flora eher Pionierpflanzen beobachtet. So werden der Wurmlattich, Blauer Gauchheil, der Niederliegende Krähenfuss und der giftige gefleckte Schierling als charakteristische Pflanzen genannt. Auch eine in der Schweiz seltene Unterart der Kugeldistel kommt an den Ufern der Aire vor.

### Fauna
Vor den Eingriffen in den Flussverlauf bevölkerten Forellen, Äschen und Gründlinge in grosser Zahl Wasser der Aire. Heute werden dagegen Elritze, Döbel, Bachschmerle und vereinzelt am Oberlauf noch Forellen beobachtet. Fischfang ist seit 1982 aus gesundheitlichen Gründen verboten. Eine Migration zwischen Aire und Arve ist wegen des unterirdischen Abschnitts vor der Aire-Mündung nicht möglich. Weitere Migrationshindernisse im Verlauf der Aire wurden bzw. werden durch die Renaturierungsmassnahmen beseitigt.
Von der übrigen Tierwelt werden im Bereich der Aire nur weit verbreitete Arten beobachtet, darunter der heimische Seefrosch, die von den Begradigungsbauwerken angezogene Mauereidechse, sowie die im Ackerland heimischen Vögel und Kleinsäuger. Es wird die Hoffnung geäussert, dass die Renaturierungsmassnahmen wieder eine Population von flussbezogenen Spezies wie z. B. den Eisvogel ermöglichen.

### Wasserqualität
Die Einleitung von Abwasser aus Kläranlagen, ungeklärtem Regenwasser und von mit Rückständen aus der Landwirtschaft belastetem Oberflächenwasser beeinträchtigen die Wasserqualität der Aire. Vor allem in den Sommermonaten, wenn die natürliche Abflussmenge klein ist, werden dadurch Grenzwerte überschritten. Die physiochemische Belastung aus dem Abwasser von Kläranlagen, vor allem mit Ammonium, gelöstem organischem Kohlenstoff und BSB5 wurde inzwischen deutlich reduziert. Es bleiben hohe Belastungen durch Düngemittel, Pestizide, einige Metalle sowie E. Coli Bakterien.